# Talara barema
Talara barema är en fjärilsart som beskrevs av William Schaus 1896. Talara barema ingår i släktet Talara och familjen björnspinnare. Inga underarter finns listade i Catalogue of Life.